# Canção do amor
Canção do amor (Portugees voor Liefdeslied) is een compositie van Heitor Villa-Lobos. Het is een toonzetting van het gelijknamige gedicht van Dora Vasconcelos. Het verhaal gaat over het verlangen naar een verre geliefde. Het lied voor zangstem en orkest werd opgenomen in A floresta do Amazonas, maar wordt meer als apart werk uitgevoerd, dan als onderdeel van dat symfonisch gedicht.
Net als de andere gedichten uit A floresta do Amazonas is dit een van de werken, die Villa-Lobos zelf uitvoerde tijdens zijn laatste optreden als dirigent. Hij leidde het Symphony of the Air met als sopraan Elinor Ross. Voor de plaatopname werd Bidau Sayão gestrikt.